# Exécution (construction)

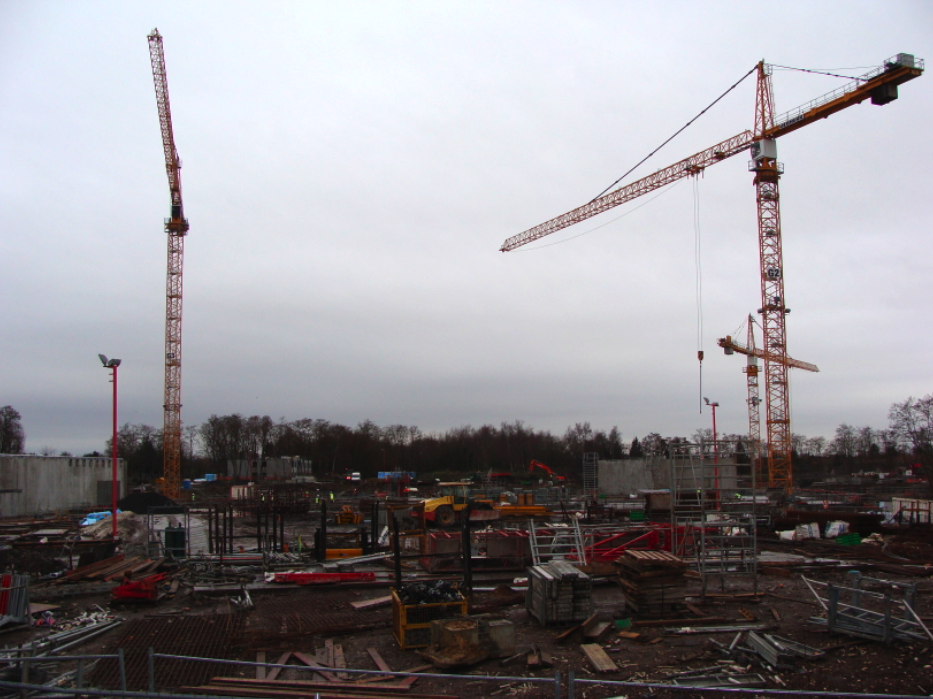
Photographie du chantier du Louvre Lens, zone d'accueil.

Pour les articles homonymes, voir Exécution.
L'exécution est la phase de réalisation d'un projet de construction qui commence de l'ouverture du chantier jusqu'à la livraison. Elle fait intervenir les entreprises, qui ont dû faire l'étude d'un dossier de consultation pour établir leur chiffrage ou devis. L’exécution fait partie des quatre grandes étapes d'un projet de construction ou de réhabilitation : elle est précédée de la conception et est suivie par l'exploitation.
L'exécution est la réalisation sous une forme sensible, et d'après certaines règles, soit d'une chose qui a été l'objet d'une prévision, d'un plan préalable, soit d'une chose dont l'idée vient spontanément à l'esprit.
L'exécution est suivie par le maître d’œuvre qui peut avoir la qualité d'architecte, d'architecte d'intérieur. Elle peut être suivie par un bureau d'étude technique.

## Planification de la construction
L’exécution fait partie des quatre grandes étapes d'un projet de construction ou de réhabilitation : elle est précédée de la conception et est suivie par l'exploitation.
Les études d’exécution ont pour objet la réalisation technique du projet : les plans d’exécution aux échelles appropriées, les notes de calcul et les spécifications d’usage pour le chantier permettent l’exécution des travaux par les différents entrepreneurs pour la construction de l’ensemble du bâtiment.
Au-delà des plans architecturaux, le maître d’ouvrage peut éventuellement charger le maître d’œuvre, assisté de techniciens des spécialités requises, de réaliser les plans d’exécution et devis quantitatifs détaillés de certains lots, dans une mission complémentaire des études d’exécution. Les plans du maître d’œuvre ne se substituent néanmoins en aucune façon aux plans techniques d’atelier, de montage et de mise en œuvre lors du chantier, qui sont toujours dus par les entrepreneurs.

## Le chantier

### La gestion du chantier
Le maître d’œuvre intervient sur le terrain auprès des différentes entreprises pour assurer l’exécution conforme des différentes phases de la construction du bâtiment. Le maître d’œuvre anime les réunions de chantiers dont il prépare et diffuse les comptes rendus à l’ensemble des parties concernées. Le maître d'oeuvre supervise également le paiement des intervenants et l’accomplissement des prestations correspondantes dans les temps prévus.

### Ordonnancement, coordination et pilotage du chantier
L’analyse des tâches élémentaires qui composent les études d’exécution et les travaux, leur enchaînement et les points critiques de cette suite d’interventions, constituent la mission d’ordonnancement et de planification, qui est complémentaire de la maîtrise d’œuvre. Celle-ci a pour but de planifier avec soin l’imbrication optimale des différentes interventions des entreprises pour une construction la plus rapide et la moins onéreuse possible.

## Livraison du bâtiment au maître de l'ouvrage

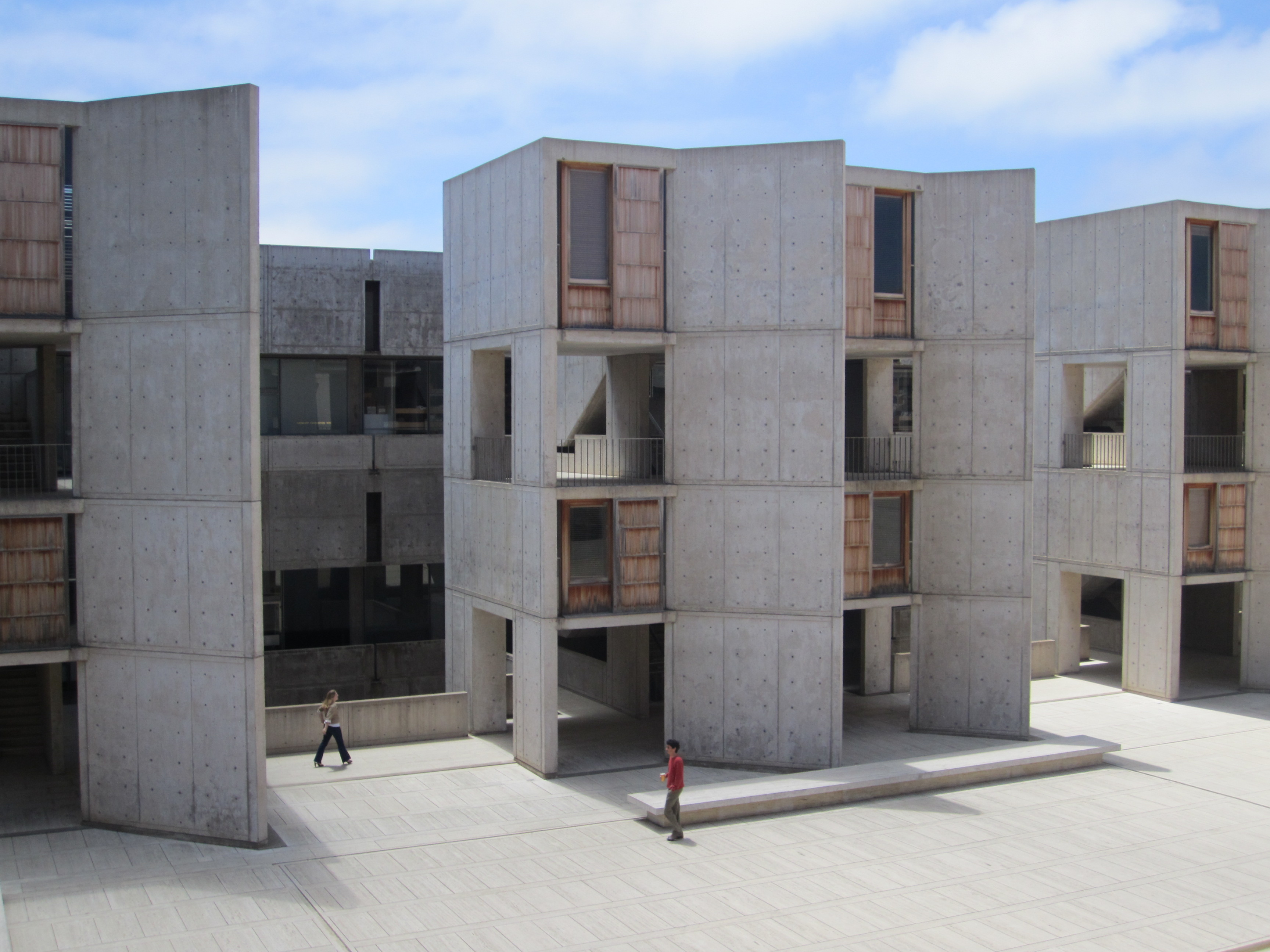
Salk Institute, Louis Kahn, l'exigence de l'exécution pour une parfaite réception.

Le maître d’œuvre contrôle l’ensemble des travaux effectués et de la réalisation des prestations jusque dans leurs ultimes détails. Il se charge aussi du décompte général des factures des différents prestataires et solde les comptes de chantier.
Le maître d’ouvrage doit attester de la prise en compte de la Réglementation Thermique en vigueur à travers une attestation établie à l’achèvement des travaux. Établie par le maître d’œuvre ou un thermicien qualifié selon les caractéristiques du bâtiment, cette attestation assure la cohérence avec l’attestation soumise lors de la demande de Permis de Construire et l’exigence de résultats (besoin bioclimatique, consommation d’énergie primaire, confort d’été).
Le maître d’œuvre clôture alors le dossier des ouvrages réalisés et confirme ainsi la conformité de l’ouvrage afin de correspondre aux termes des contrats de garanties. Des pénalités peuvent être appliquées aux entreprises qui dépasseraient la durée prévue pour leur intervention.
Une fois l’ensemble des travaux validés par le maître d’œuvre et le maître d’ouvrage, ceux-ci s’accordent de la réception finale du bâtiment, et la passation complète de la responsabilité du ou des bâtiments au maître d’ouvrage.